# Сент-Обен-ле-Гішар
Сент-Обе́н-ле-Гіша́р, Сент-Обен-ле-Ґішар (фр. Saint-Aubin-le-Guichard) — колишній муніципалітет у Франції, у регіоні Нормандія, департамент Ер. Населення — 298 осіб (2011).
Муніципалітет був розташований на відстані близько 125 км на захід від Парижа, 55 км на південний захід від Руана, 33 км на захід від Евре.

## Історія
До 2015 року муніципалітет перебував у складі регіону Верхня Нормандія. Від 1 січня 2016 року належав до нового об'єднаного регіону Нормандія.
1 січня 2016 року Сент-Обен-ле-Гішар, Ажу, Ла-Барр-ан-Уш, Боменій, Боск-Рену-ан-Уш, Епіне, Жизе-ла-Кудр, Гутьєр, Граншен, Жонкре-де-Ліве, Ландперез, Ла-Русьєр, Сент-Обен-де-Е, Сент-Маргерит-ан-Уш, Сен-П'єрр-дю-Меній i Тевре було об'єднано в новий муніципалітет Мені-ан-Уш.

## Демографія
Динаміка населення (INSEE ):
Розподіл населення за віком та статтю (2006):
| Стать | Всього | До 15 років | 15-24 | 25-44 | 45-64 | 65-85 | Понад 85 |
| --- | ------ | ----------- | ----- | ----- | ----- | ----- | -------- |
| Чоловіки | 131    | 20          | 8     | 23    | 46    | 34    | 0        |
| Жінки | 138    | 12          | 19    | 34    | 35    | 30    | 8        |
| \| Статево-вікова піраміда \| Статево-вікова піраміда \| Статево-вікова піраміда \| \| ----------------------- \| ----------------------- \| ----------------------- \| \| Чоловіки \| Вік \| Жінки \| \| 0 \| 85 + \| 8 \| \| 8 \| 80-84 \| 4 \| \| 0 \| 75-79 \| 11 \| \| 15 \| 70-74 \| 4 \| \| 11 \| 65-69 \| 11 \| \| 11 \| 60-64 \| 11 \| \| 4 \| 55-59 \| 8 \| \| 23 \| 50-54 \| 8 \| \| 8 \| 45-49 \| 8 \| \| 0 \| 40-44 \| 15 \| \| 11 \| 35-39 \| 4 \| \| 8 \| 30-34 \| 11 \| \| 4 \| 25-29 \| 4 \| \| 4 \| 20-24 \| 8 \| \| 4 \| 15-20 \| 11 \| \| 8 \| 10-14 \| 0 \| \| 4 \| 5-9 \| 4 \| \| 8 \| 0-4 \| 8 \| |        |             |       |       |       |       |          |
| Статево-вікова піраміда |        |             |       |       |       |       |          |
| Чоловіки | Вік    | Жінки       |       |       |       |       |          |
| 0 | 85 +   | 8           |       |       |       |       |          |
| 8 | 80-84  | 4           |       |       |       |       |          |
| 0 | 75-79  | 11          |       |       |       |       |          |
| 15 | 70-74  | 4           |       |       |       |       |          |
| 11 | 65-69  | 11          |       |       |       |       |          |
| 11 | 60-64  | 11          |       |       |       |       |          |
| 4 | 55-59  | 8           |       |       |       |       |          |
| 23 | 50-54  | 8           |       |       |       |       |          |
| 8 | 45-49  | 8           |       |       |       |       |          |
| 0 | 40-44  | 15          |       |       |       |       |          |
| 11 | 35-39  | 4           |       |       |       |       |          |
| 8 | 30-34  | 11          |       |       |       |       |          |
| 4 | 25-29  | 4           |       |       |       |       |          |
| 4 | 20-24  | 8           |       |       |       |       |          |
| 4 | 15-20  | 11          |       |       |       |       |          |
| 8 | 10-14  | 0           |       |       |       |       |          |
| 4 | 5-9    | 4           |       |       |       |       |          |
| 8 | 0-4    | 8           |       |       |       |       |          |

## Економіка
2010 року серед 189 осіб працездатного віку (15—64 років) 131 була активною, 58 — неактивними (показник активності 69,3%, у 1999 році було 75,3%). З 131 активної мешканців працювало 117 осіб (61 чоловік та 56 жінок), безробітними було 14 (6 чоловіків та 8 жінок). Серед 58 неактивних 14 осіб було учнями чи студентами, 28 — пенсіонерами, 16 були неактивними з інших причин.

У 2010 році в муніципалітеті числилось 122 оподатковані домогосподарства, у яких проживали 299,0 особи, медіана доходів виносила 19 345 євро на одного особоспоживача